# Roster Music
Roster Music est un label indépendant espagnol, basé à Barcelone, spécialisé dans la musique électronique sous tous ses aspects : latin, house, techno, urban, etc.

## Histoire
Roster Music est fondé en janvier 2011, présidée par Ricardo Campoy, fondateur de Vale Music et Max Music. L'entreprise s'est positionnée comme l'un des principaux labels indépendants de musique latine et danse en Espagne. Roster Music a également été récompensée par les célèbres Deejaymags (2011) et Vicious Music Awards (2011).
Au cours de ces années, les chansons de Roster Music ont atteint les plus hautes positions dans les charts officiels. Le label possédait sa propre maison d'édition musicale, Roster Publishing, avec un vaste catalogue d'œuvres principalement dance. On y trouve certains titres dance européens d'artistes tels que DJ Antoine, Afrojack, Steve Aoki, Armin van Buuren, Serebro, et Willy William, entre autres, ainsi que des artistes latins tels que Tito El Bambino, Omega, Gocho, Fuego, et Gusttavo Lima. En 2012, Roster Music accorde une licence européenne pour le tube mondial Ai, Se eu te Pego de Michel Teló.